# Stochastische analyse
De stochastische analyse, ook wel stochastische calculus genoemd, is een deelgebied van de wiskunde dat stochastische processen bestudeert. Stochastische analyse maakt het mogelijk om een consistente theorie op te stellen waarmee men integralen van zulke processen kan bepalen. De analyse wordt gebruikt om systemen die zich toevallig gedragen, te modelleren.
Het belangrijkste stochastische proces waarop de stochastische calculus wordt toegepast, is het Wienerproces (genoemd naar Norbert Wiener), dat kan dienen voor het beschrijven van de brownse beweging. De werkwijze is voor het eerst beschreven door Louis Bachelier in 1900 en later door Albert Einstein in 1905. Het Wienerproces is tevens toepasbaar op diffusie van andere deeltjes, als deze aan willekeurige krachten onderworpen worden. Sinds de jaren 1970 passen economen dit proces toe om de evolutie van beursprocessen te voorspellen. Dit is een onderdeel van de financiële wiskunde. 
De voornaamste vormen van stochastische analyse zijn de analyse van Kiyoshi Itō en die van Paul Malliavin. Om technische redenen is de analyse van Itō voor algemene processen de meest bruikbare. Toch wordt als alternatief voor de Itō-integraal veelvuldig de Stratonovichintegraal gebruikt, speciaal in de technische wetenschap. Deze integraal kan worden uitgedrukt in verschillende termen van de integral van Itō. Het belangrijkste voordeel hiervan is dat voor de Stratonovichintegraal de eenvoudige kettingregel geldt. Daarom is er geen behoefte aan Itō's lemma. Bovendien kunnen problemen dankzij dit type integraal uitgedrukt worden in een vorm die niet afhankelijk is van wijzigingen in het coördinatenstelsel, wat van groot belang is bij vraagstukken die zich afspelen op andere variëteiten dan de Euclidische ruimte {\displaystyle \mathbb {R} ^{n}}. Een nadeel is dat de stelling van de gedomineerde convergentie niet geldt voor de Stratonovichintegraal en dat het dus zeer moeilijk is resultaten te krijgen zonder de integralen om te zetten naar de vorm van Itō. 

## Integraal van Itō
De integraal van Itō staat centraal in de studie van de stochastische analyse. Deze integraal {\displaystyle \int H\,dX} is gedefinieerd voor een semimartingaal {\displaystyle X} en een lokaal begrensd en voorspelbaar proces {\displaystyle H}. 

## Stratonovichintegraal
De stratonovichintegraal van een semimartingaal {\displaystyle X} met betrekking tot  een tweede semimartingaal {\displaystyle Y} kan als volgt beschreven worden met integralen van Itō:
{\displaystyle \int _{0}^{t}X_{s-}\circ {\rm {d}}Y_{s}:=\int _{0}^{t}X_{s-}{\rm {d}}Y_{s}+{\frac {1}{2}}\left[X,Y\right]_{t}^{c},}
met [X, Y]tc de kwadratische covariantie van de continue delen van X en Y. De alternatieve notatie
{\displaystyle \int _{0}^{t}X_{s}\,\partial Y_{s}}
wordt ook wel gebruikt om de Stratonovichintegraal te noteren.

## Toepassingen
Een belangrijke toepassing van de stochastische calculus ligt in de financiële wiskunde. Van bepaalde prijzen wordt verwacht dat ze stochastische differentiaalvergelijkingen volgen. In het Black-Scholesmodel gaat men uit van de geometrische brownse beweging.